# Frederick Blackman
Pour les articles homonymes, voir Blackman.
Frederick Frost Blackman (25 juillet 1866 - 30 janvier 1947) est un physiologiste végétal britannique.

## Biographie
Frederick Blackman est né à Lambeth, Londres, d'un médecin. Il étudie la médecine à l'hôpital St. Bartholomew, obtenant une maîtrise. Au cours des années suivantes, il étudie les sciences naturelles à l'Université de Cambridge et obtient un DSc.
Il mène des recherches sur la physiologie végétale, en particulier la photosynthèse, à Cambridge jusqu'à sa retraite en 1936. Gabrielle Howard est son assistante jusqu'en 1905. Il est élu en mai 1906 membre de la Royal Society. En 1921, il reçoit la Médaille royale et en 1923, il donne la conférence Croonian.
Il est enterré à la paroisse de l'Ascension Burial Ground à Cambridge, avec sa femme Elsie (1882 - 1967).

## La loi de Blackman des facteurs limitants
Blackman propose la loi des facteurs limitants en 1905. Selon cette loi, lorsqu'un processus dépend de plusieurs facteurs, sa vitesse est limitée par la vitesse du facteur le plus lent. La loi de Blackman est illustrée par la concentration de CO2 comme facteur limitant du taux de production d'oxygène dans la Photosynthèse :
Supposons qu'une feuille soit exposée à une certaine intensité lumineuse qui peut utiliser 5 mg de CO2 par heure en photosynthèse. Si seulement 1 mg de CO2 pénètre dans la feuille en une heure, le taux de photosynthèse est limité en raison du facteur de CO2. Mais lorsque la concentration du CO2 passe de 1 à 5 mg/heure le taux de photosynthèse est également augmenté.

## Publications
"Recherches expérimentales sur l'assimilation et la respiration végétale":
- 1895: "On a new method for investigating the carbonic acid exchanges of plants", Annals of Botany 9(1): 161 DOI 10.1093/oxfordjournals.aob.a090729
- 1895: "On the paths of gaseous exchange between areal leaves and the atmosphere", Annals of Botany
- 1895: (with Gabrielle Howard) "On the effect of temperature on carbon dioxide assimilation"
- 1905: (with Gabrielle Matthaei) A Quantitative Study of Carbon Dioxide Assimilation and Leaf Temperature in Natural Illumination, Philosophical Transactions of the Royal Society at London via Jstor
- 1905: "Optima and Limiting Factors", Annals of Botany, DOI 10.1093/oxfordjournals.aob.a089000